# Клеанф (художник)
Клеант (др.-греч. Κλεάνθης) — древнегреческий художник из Коринфа. Упомянут среди изобретателей живописи у Плиния Старшего и Афинагора Афинского.
Клеанф написал картину, изображающую рождение Афины из головы Зевса. Эта картина упоминается у Страбона как находящаяся в храме Артемиды Алфионии (возле реки Алфиос). Другая картина Клеанфа из того же храма - «Гибель Трои». 
Изображения, "реконструирующие" картины Клеанта, находятся  в Галерее истории древней живописи Эрмитажа.